# High Fashion (Roddy Ricch)
High Fashion è un singolo del rapper statunitense Roddy Ricch, pubblicato il 19 maggio 2020 come sesto estratto dal primo album in studio Please Excuse Me for Being Antisocial.

## Descrizione
Il brano è stato scritto dallo stesso interprete insieme a Shahrukh Zaman Khan e Dijon McFarlane, in arte Mustard, che è accreditato come artista ospite. La produzione, invece, è stata curata da quest'ultimo con GYLTTRYP.

## Formazione
Musicisti
- Roddy Ricch – voce

Produzione
- Mustard – produzione
- GYLTTRYP – produzione
- Chris Dennis – registrazione
- Nicolas de Porcel – mastering
- Cyrus "NOIS" Taghipour – missaggio
- Derek "MixedByAli" Ali – missaggio
- Curtis "Sircut" Bye – assistenza all'ingegneria del suono
- Zachary Acosta – assistenza all'ingegneria del suono

## Classifiche

### Classifiche settimanali
| Classifica (2020) | Posizione massima |
| ----------------- | ----------------- |
| Australia         | 87                |
| Canada            | 30                |
| Grecia            | 29                |
| Irlanda           | 48                |
| Lettonia          | 52                |
| Lituania          | 52                |
| Paesi Bassi       | 91                |
| Portogallo        | 57                |
| Regno Unito       | 45                |
| Slovacchia        | 76                |
| Stati Uniti       | 20                |

### Classifiche di fine anno
| Classifica (2020) | Posizione |
| ----------------- | --------- |
| Canada            | 75        |
| Portogallo        | 177       |
| Stati Uniti       | 40        |

## Date di pubblicazione
| Paese       | Data           | Formato                | Etichetta    | Nota   |
| ----------- | -------------- | ---------------------- | ------------ | ------ |
| Stati Uniti | 19 maggio 2020 | Rhythmic contemporary  | Atlantic     | [ 8 ]  |
| Italia      | 22 maggio 2020 | Contemporary hit radio | Warner Italy | [ 21 ] |